# Glorious Results of a Misspent Youth
Glorious Results of a Misspent Youth es el cuarto álbum de estudio de Joan Jett y el tercero con su banda de soporte The Blackhearts. El disco fue publicado en 1984 y relanzado en 1998 con siete bonus tracks. El título del álbum se inspiró en una línea de diálogo tomado de un episodio de la serie de televisión The Honeymooners.

## Lista de canciones
| Lado A |                                                   |          |  |
| N.º    | Título                                            | Duración |  |
| 1.     | «Cherry Bomb» (Cover de The Runaways)             | 2:35     |  |
| 2.     | «I Love You Love Me Love» (Cover de Gary Glitter) | 3:18     |  |
| 3.     | «Frustrated»                                      | 4:37     |  |
| 4.     | «Hold Me»                                         | 3:11     |  |
| 5.     | «Long Time»                                       | 2:27     |  |
| 6.     | «Talkin' 'Bout My Baby»                           | 3:37     |  |

| Lado B |                                          |          |  |
| N.º    | Título                                   | Duración |  |
| 7.     | «I Need Someone» (Cover de The Belmonts) | 3:15     |  |
| 8.     | «Love Like Mine»                         | 4:01     |  |
| 9.     | «New Orleans» (Cover de Gary U.S. Bonds) | 2:54     |  |
| 10.    | «Someday»                                | 2:47     |  |
| 11.    | «Push and Stomp»                         | 3:03     |  |
| 12.    | «I Got No Answers»                       | 2:27     |  |

| Tracks Bonus de la edición CD de 1998 |                                                 |          |  |
| N.º                                   | Título                                          | Duración |  |
| 13.                                   | «Hide and Seek» (Cover de Bunker Hill)          | 2:40     |  |
| 14.                                   | «I Can't Control Myself» (Cover de The Troggs)  | 3:26     |  |
| 15.                                   | «Bird Dog» (Cover de The Everly Brothers cover) | 2:42     |  |
| 16.                                   | «Talkin' Bout My Baby» (en vivo)                | 3:51     |  |
| 17.                                   | «Bombs Away»                                    | 4:04     |  |
| 18.                                   | «Cherry Bomb» (dance mix)                       | 4:17     |  |
| 19.                                   | «I Need Someone» (dance mix)                    | 2:43     |  |

## Créditos
- Joan Jett – voz, guitarra
- Ricky Byrd – guitarra
- Gary Ryan – bajo
- Lee Crystal – batería